# Wijken en buurten in Deventer
De Nederlandse gemeente Deventer is voor statistische doeleinden onderverdeeld in wijken en buurten.

## Gemeente Deventer
De gemeente deelt de stad administratief in vijf wijken op, met daarnaast de omliggende gebieden. Deventer hanteert voor elk deelgebied een wijknummer. De opdeling is als volgt:
- Wijk 1: Binnenstad en De Hoven
- Wijk 2: Rode Dorp, Driebergenbuurt, Voorstad-Centrum, Voorstad-Oost en Zandweerd-Zuid
- Wijk 3: Raambuurt, Buitengracht, Knutteldorp, Hoornwerk, Rivierenwijk, Snipperling en Bergweide
- Wijk 4: Zandweerd-Noord, Borgele/Platvoet en Keizerslanden
- Wijk 5: Colmschate en De Vijfhoek
- Deventer-Buiten: Diepenveen, Schalkhaar, Lettele, Okkenbroek, Oude Molen, Averlo/Frieswijk en het landelijk gebied Lettele/Okkenbroek en Bathmen.

## Centraal Bureau voor de Statistiek
Het Centraal Bureau voor de Statistiek heeft Deventer verdeeld in de volgende statistische wijken:
- Wijk 00 Binnenstad (CBS-wijkcode:015000)
- Wijk 01 Zwolsewijk (CBS-wijkcode:015001)
- Wijk 02 Voorstad (CBS-wijkcode:015002)
- Wijk 03 Borgele en Platvoet (CBS-wijkcode:015003)
- Wijk 04 Keizerslanden (CBS-wijkcode:015004)
- Wijk 05 Rivierenwijk (CBS-wijkcode:015005)
- Wijk 06 Bergweide (CBS-wijkcode:015006)
- Wijk 07 Colmschate-Noord (CBS-wijkcode:015008)
- Wijk 08 Colmschate-Zuid (CBS-wijkcode:015010 )
- Wijk 09 Diepenveen (CBS-wijkcode:015009)
- Wijk 10 Bathmen (CBS-wijkcode:015010)

Een statistische wijk kan bestaan uit meerdere buurten. Onderstaande tabel geeft de buurtindeling met kentallen volgens het CBS (2008):
| CBS-buurtcode | Buurtnaam                          | Inwonertal | Opp. totaal (ha) | Opp. land (ha) | Ligging                |
| ------------- | ---------------------------------- | ---------- | ---------------- | -------------- | ---------------------- |
| BU01500000    | Centrum                            | 2300       | 26               | 25             | Locatie in de gemeente |
| BU01500001    | Bergkwartier                       | 680        | 8                | 8              | Locatie in de gemeente |
| BU01500002    | Noordenbergkwartier                | 860        | 8                | 7              | Locatie in de gemeente |
| BU01500003    | Noordenbergsingel                  | 440        | 11               | 10             | Locatie in de gemeente |
| BU01500004    | Singel                             | 740        | 38               | 33             | Locatie in de gemeente |
| BU01500005    | Raambuurt                          | 930        | 16               | 12             | Locatie in de gemeente |
| BU01500009    | De Hoven                           | 2360       | 494              | 433            | Locatie in de gemeente |
| BU01500100    | Noorderplein                       | 1150       | 11               | 11             | Locatie in de gemeente |
| BU01500101    | Zwolseweg                          | 2380       | 32               | 32             | Locatie in de gemeente |
| BU01500102    | Lange Zandstraat                   | 1720       | 20               | 19             | Locatie in de gemeente |
| BU01500103    | Zandweerd-Zuid                     | 2860       | 30               | 30             | Locatie in de gemeente |
| BU01500104    | Zandweerd-Noord                    | 1620       | 86               | 67             | Locatie in de gemeente |
| BU01500105    | Schrijversbuurt                    | 2030       | 42               | 40             | Locatie in de gemeente |
| BU01500200    | Rode Dorp                          | 2690       | 44               | 44             | Locatie in de gemeente |
| BU01500201    | Oudegoedstraat                     | 1270       | 13               | 13             | Locatie in de gemeente |
| BU01500202    | Burgemeestersbuurt                 | 1160       | 12               | 12             | Locatie in de gemeente |
| BU01500203    | Oosterstraat                       | 1890       | 23               | 23             | Locatie in de gemeente |
| BU01500204    | Rielerweg-West                     | 1820       | 18               | 18             | Locatie in de gemeente |
| BU01500205    | Rielerweg-Oost                     | 1750       | 127              | 110            | Locatie in de gemeente |
| BU01500206    | Brinkgreven                        | 0          | 41               | 41             | Locatie in de gemeente |
| BU01500300    | Borgele                            | 3660       | 114              | 110            | Locatie in de gemeente |
| BU01500301    | Platvoet                           | 1560       | 84               | 81             | Locatie in de gemeente |
| BU01500400    | Karel de Grotelaan                 | 2250       | 38               | 38             | Locatie in de gemeente |
| BU01500401    | Tuindorp                           | 1820       | 23               | 23             | Locatie in de gemeente |
| BU01500402    | Ziekenhuizen                       | 1280       | 41               | 41             | Locatie in de gemeente |
| BU01500403    | Oranjekwartier                     | 2370       | 41               | 40             | Locatie in de gemeente |
| BU01500404    | Landsherenkwartier                 | 2190       | 52               | 52             | Locatie in de gemeente |
| BU01500500    | Rivierenbuurt                      | 1710       | 32               | 32             | Locatie in de gemeente |
| BU01500501    | Deltabuurt                         | 2620       | 41               | 39             | Locatie in de gemeente |
| BU01500600    | Hoornwerk                          | 180        | 19               | 19             | Locatie in de gemeente |
| BU01500601    | Knutteldorp                        | 1350       | 24               | 20             | Locatie in de gemeente |
| BU01500602    | Industrieterrein                   | 300        | 319              | 249            | Locatie in de gemeente |
| BU01500603    | Kloosterlanden                     | 50         | 215              | 208            | Locatie in de gemeente |
| BU01500604    | Snipperling                        | 350        | 26               | 25             | Locatie in de gemeente |
| BU01500605    | Epse-Noord                         | 60         | 141              | 140            | Locatie in de gemeente |
| BU01500700    | Het Oostrik                        | 2530       | 26               | 26             | Locatie in de gemeente |
| BU01500701    | Groot Douwel                       | 2450       | 45               | 44             | Locatie in de gemeente |
| BU01500702    | Blauwenoord                        | 1720       | 29               | 28             | Locatie in de gemeente |
| BU01500703    | Op den Haar                        | 3290       | 43               | 43             | Locatie in de gemeente |
| BU01500704    | Steinvoorde                        | 1950       | 30               | 30             | Locatie in de gemeente |
| BU01500705    | Graveland                          | 480        | 22               | 22             | Locatie in de gemeente |
| BU01500706    | Het Jeurlink                       | 2100       | 32               | 32             | Locatie in de gemeente |
| BU01500707    | Het Fetlaer en Spijkvoorder Enk    | 1620       | 54               | 54             | Locatie in de gemeente |
| BU01500708    | Spikvoorde                         | 1550       | 41               | 41             | Locatie in de gemeente |
| BU01500709    | Overig Colmschate-Noord            | 60         | 312              | 312            | Locatie in de gemeente |
| BU01500800    | Dorp Colmschate                    | 1220       | 54               | 53             | Locatie in de gemeente |
| BU01500801    | De Scheg                           | 0          | 21               | 21             | Locatie in de gemeente |
| BU01500802    | Colmschaterenk                     | 2570       | 45               | 45             | Locatie in de gemeente |
| BU01500803    | Roessink                           | 1080       | 13               | 13             | Locatie in de gemeente |
| BU01500804    | Het Bramelt                        | 1640       | 32               | 32             | Locatie in de gemeente |
| BU01500805    | Essenerveld                        | 1510       | 27               | 27             | Locatie in de gemeente |
| BU01500806    | Swormink                           | 1700       | 42               | 39             | Locatie in de gemeente |
| BU01500807    | Handelspark De Weteringen          | 0          | 35               | 34             | Locatie in de gemeente |
| BU01500808    | Bannink                            | 80         | 231              | 228            | Locatie in de gemeente |
| BU01500809    | Oxerhof                            | 160        | 553              | 548            | Locatie in de gemeente |
| BU01500900    | Dorp Diepenveen                    | 4370       | 485              | 482            | Locatie in de gemeente |
| BU01500901    | Rande                              | 140        | 504              | 474            | Locatie in de gemeente |
| BU01500902    | Tjoene                             | 210        | 913              | 910            | Locatie in de gemeente |
| BU01500903    | Schalkhaar                         | 4700       | 374              | 371            | Locatie in de gemeente |
| BU01500904    | Averlo en Frieswijk                | 490        | 1489             | 1476           | Locatie in de gemeente |
| BU01500905    | Okkenbroek                         | 280        | 180              | 179            | Locatie in de gemeente |
| BU01500906    | Lettele                            | 570        | 68               | 68             | Locatie in de gemeente |
| BU01500907    | Oude Molen                         | 110        | 81               | 81             | Locatie in de gemeente |
| BU01500908    | Buitengebied Lettele en Okkenbroek | 970        | 2704             | 2689           | Locatie in de gemeente |
| BU01501000    | Dorp Bathmen                       | 4230       | 402              | 397            | Locatie in de gemeente |
| BU01501001    | Loo                                | 730        | 1204             | 1192           | Locatie in de gemeente |
| BU01501002    | Dortherhoek                        | 200        | 326              | 324            | Locatie in de gemeente |
| BU01501003    | Zuidloo                            | 270        | 715              | 710            | Locatie in de gemeente |